# 剑阁专区
剑阁专区，1950年置。原属川北行署区，在今四川省北部。
辖广元、剑阁、旺苍、阆中、江油、北川、平武、青川、昭化、苍溪等县。专员公署驻广元县（今四川省广元市）。1952年恢复四川省管辖。同年改名广元专区。 